# アジア生産性機構
アジア生産性機構(Asian Productivity Organization: APO)は生産性向上を目的としたアジア太平洋地域の国際機関である。1961年の政府間協定の締結により設立されて以来、APOは生産性向上を通してアジア太平洋地域の持続可能な社会経済の発展に重要な役割を果たしており、現在21の国・地域が加盟している。APOは各国生産性本部の強化および中小企業振興・地域発展の促進、イノベーション主導の生産性向上、緑の生産性の普及の3点を戦略的重点分野として事業を展開している。APOの主な事業活動は工業、農業、サービス業、公共部門の分野における組織の育成と人材教育である。現在の事務局長は2022年9月に着任したインドラ・プラダナ・スィンガウィナタである。

## 成り立ち
1959年に開催された第1回アジア生産性円卓会議の中でアジアでの生産性機関設立が提案され、1961年5月11日にアジア生産性機構が正式に発足した。

## 加盟国・地域
APOに加盟できるのは、国連アジア太平洋経済社会委員会（ESCAP）のアジア・太平洋地域加盟国・地域である。APO加盟国・地域は相互協力の精神のもと、生産性向上のための知識、情報、ベストプラクティスを共有している。
- バングラデシュ 1982
- カンボジア 2004
- 中華民国 (台湾) 1961
- フィジー 1984
- 香港 1963
- インド 1961
- インドネシア 1968
- イラン 1965
- 日本 1961
- 韓国 1961
- ラオス 2002
- マレーシア 1983
- モンゴル 1992
- ネパール 1961
- パキスタン 1961
- フィリピン 1961
- シンガポール 1969
- スリランカ 1966
- タイ 1961
- トルコ 2020
- ベトナム 1996

## 他の機関や国際機構との関係
APOは下記のような様々な国際機関や大学と連携してAPO事業を実施している。
- アジア開発銀行研究所　（英: Asian Development Bank Institute）
- 慶應義塾大学（英: Keio University）
- 経済協力開発機構（英: Organization for Economic Co-operation and Development, OECD）
- 独立行政法人国際協力機構（英: Japan International Cooperation Agency、JICA、ジャイカ）
- 株式会社国際協力銀行（英：Japan Bank for International Cooperation）
- 国際連合開発計画（英: United Nations Development Program）
- 国際連合工業開発機関（英: United Nations Industrial Development Organization）
- コーネル大学　（英：Cornell University）
- コロンボ・プラン（英：Colombo Plan）
- 世界銀行（英: World Bank）
- 東南アジア諸国連合　（英: Association of Southeast Asian Nations、ASEAN）

## 活動
APOの主な事業活動は工業、農業、サービス業、公共部門の分野における組織の育成と人材教育である。